# Sedliště (Svitavy)
Sedliště es un municipio situado en el distrito de Svitavy, en la región de Pardubice, República Checa. Tiene una población estimada, a inicios de 2023, de 232 habitantes.
Está ubicado al sureste de la región, cerca de la frontera con las regiones de Moravia Meridional y Olomouc, y del río Svitava (cuenca hidrográfica del Danubio).